# AFC West
Az AFC West az NFL amerikaifutball-bajnokság AFC konferenciájának nyugati csoportja. Az AFL és az NFL közötti 1970-es egyesülés eredményeképpen hozták létre. A csoport 4 eredeti tagja: Denver Broncos, Kansas City Chiefs, Oakland Raiders, és a  Los Angeles Chargers. Ezek a csapatok alkotják ma is a csoportot, de ez nem jelenti azt, hogy nem voltak az évek során mozgások. 1976-ban az újonnan alakult Tampa Bay Buccaneers csapatát helyezték a csoportba, majd egy évvel később a Tampa az NFC Central csoportba került, helyébe a Seattle Seahawks érkezett. Ez a helyzet 2002-ig tartott, amikor átszervezték a ligát. Ekkor a Seahawks visszakerült az NFC-be. Az Oakland Raiders 1982 és 1994 között Los Angeles-i székhellyel Los Angeles Raiders néven működött, de maradt a csoport tagja.

## Csoportgyőztesek
| Szezon | Csapat              | Eredmény | Rájátszásbeli eredmény                  |
| ------ | ------------------- | -------- | --------------------------------------- |
| 1970   | Oakland Raiders     | 8–4–2    | Kikapott az AFC konferenciadöntőben     |
| 1971   | Kansas City Chiefs  | 10–3–1   | Kikapott az AFC konferencia-elődöntőben |
| 1972   | Oakland Raiders     | 10–3–1   | Kikapott az AFC konferencia-elődöntőben |
| 1973   | Oakland Raiders     | 9–4–0    | Kikapott az AFC konferenciadöntőben     |
| 1974   | Oakland Raiders     | 12–2–0   | Kikapott az AFC konferenciadöntőben     |
| 1975   | Oakland Raiders     | 11–3–0   | Kikapott az AFC konferenciadöntőben     |
| 1976   | Oakland Raiders     | 13–1–0   | Megnyerte a Super Bowl XI-et            |
| 1977   | Denver Broncos      | 12–2–0   | Kikapott a Super Bowl XII-n             |
| 1978   | Denver Broncos      | 10–6–0   | Kikapott az AFC konferencia-elődöntőben |
| 1979   | San Diego Chargers  | 12–4–0   | Kikapott az AFC konferencia-elődöntőben |
| 1980   | San Diego Chargers  | 11–5–0   | Kikapott az AFC konferenciadöntőben     |
| 1981   | San Diego Chargers  | 10–6–0   | Kikapott az AFC konferenciadöntőben     |
| 1982*  | Los Angeles Raiders | 8–1–0    | Kikapott az AFC második fordulóban      |
| 1983   | Los Angeles Raiders | 12–4–0   | Megnyerte a Super Bowl XVIII-at         |
| 1984   | Denver Broncos      | 13–3–0   | Kikapott az AFC konferencia-elődöntőben |
| 1985   | Los Angeles Raiders | 12–4–0   | Kikapott az AFC konferencia-elődöntőben |
| 1986   | Denver Broncos      | 11–5–0   | Kikapott a Super Bowl XXI-en            |
| 1987   | Denver Broncos      | 10–4–1   | Kikapott a Super Bowl XXII-n            |
| 1988   | Seattle Seahawks    | 9–7–0    | Kikapott az AFC konferencia-elődöntőben |
| 1989   | Denver Broncos      | 11–5–0   | Kikapott a Super Bowl XXIV-en           |
| 1990   | Los Angeles Raiders | 12–4–0   | Kikapott az AFC konferenciadöntőben     |
| 1991   | Denver Broncos      | 12–4–0   | Kikapott az AFC konferenciadöntőben     |
| 1992   | San Diego Chargers  | 11–5–0   | Kikapott az AFC konferencia-elődöntőben |
| 1993   | Kansas City Chiefs  | 11–5–0   | Kikapott az AFC konferenciadöntőben     |
| 1994   | San Diego Chargers  | 11–5–0   | Kikapott a Super Bowl XXIX-en           |
| 1995   | Kansas City Chiefs  | 13–3–0   | Kikapott az AFC konferencia-elődöntőben |
| 1996   | Denver Broncos      | 13–3–0   | Kikapott az AFC konferencia-elődöntőben |
| 1997   | Kansas City Chiefs  | 13–3–0   | Kikapott az AFC konferencia-elődöntőben |
| 1998   | Denver Broncos      | 14–2–0   | Megnyerte a Super Bowl XXXIII-at        |
| 1999   | Seattle Seahawks    | 9–7–0    | Kikapott az AFC Wild Card-fordulóban    |
| 2000   | Oakland Raiders     | 12–4–0   | Kikapott az AFC konferenciadöntőben     |
| 2001   | Oakland Raiders     | 10–6–0   | Kikapott az AFC konferencia-elődöntőben |
| 2002   | Oakland Raiders     | 11–5–0   | Kikapott a Super Bowl XXXVII-en         |
| 2003   | Kansas City Chiefs  | 13–3–0   | Kikapott az AFC konferencia-elődöntőben |
| 2004   | San Diego Chargers  | 12–4–0   | Kikapott az AFC Wild Card-fordulóban    |
| 2005   | Denver Broncos      | 13–3–0   | Kikapott az AFC konferenciadöntőben     |
| 2006   | San Diego Chargers  | 14–2–0   | Kikapott az AFC konferencia-elődöntőben |
| 2007   | San Diego Chargers  | 11–5–0   | Kikapott az AFC konferenciadöntőben     |
| 2008   | San Diego Chargers  | 8–8–0    | Kikapott az AFC konferencia-elődöntőben |
| 2009   | San Diego Chargers  | 13–3–0   | Kikapott az AFC konferencia-elődöntőben |
| 2010   | Kansas City Chiefs  | 10–5–0   | Kikapott az AFC Wild Card-fordulóban    |
| 2011   | Denver Broncos      | 8–8–0    | Kikapott az AFC konferencia-elődöntőben |
| 2012   | Denver Broncos      | 13–3–0   | Kikapott az AFC konferencia-elődöntőben |
| 2012   | Denver Broncos      | 13–3–0   | Kikapott a Super Bowl XLVIII-on         |
| 2014   | Denver Broncos      | 12–4–0   | Kikapott az AFC konferencia-elődöntőben |
| 2015   | Denver Broncos      | 12–4–0   | Megnyerte a Super Bowl 50-et            |
| 2016   | Kansas City Chiefs  | 12–4–0   | Kikapott az AFC konferencia-elődöntőben |
| 2017   | Kansas City Chiefs  | 10–6–0   | Kikapott az AFC Wild Card-fordulóban    |
| 2018   | Kansas City Chiefs  | 12–4–0   | Kikapott az AFC konferenciadöntőben     |
| 2019   | Kansas City Chiefs  | 12-4-0   | Megnyerte a Super Bowl LIV-et           |
| 2020   | Kansas City Chiefs  | 14-2-0   | Kikapott a Super Bowl LV-en             |
| 2021   | Kansas City Chiefs  | 12-5-0   | Kikapott az AFC konferenciadöntőben     |
| 2022   | Kansas City Chiefs  | 14-3-0   | Megnyerte a Super Bowl LVII-et          |
| 2023   | Kansas City Chiefs  | 11-6-0   | Megnyerte a Super Bowl LVIII-at         |
| 2024   | Kansas City Chiefs  | 15-2-0   | Kikapott a Super Bowl LIX-en            |

* – 1982-ben játékossztrájk miatt az alapszakaszból csupán 9 fordulót játszottak le, ezért ebben az évben egy 16 csapatos különleges rájátszást szerveztek, és a csoportbeli eredményeket nem vették figyelembe.